# Alexander Pinchossowitsch Podrabinek
Alexander Pinchossowitsch Podrabinek (russisch Александр Пинхосович Подрабинек, wissenschaftliche Transliteration Aleksandr Pinchosovič Podrabinek; * 8. August 1953 in Moskau) ist ein russischer Journalist und Menschenrechtsaktivist. Er gehört zu den Erstunterzeichnern der Prager Erklärung zum Gewissen Europas und zum Kommunismus.

## Leben
Nachdem er eine medizinische Fachschule absolviert hatte, arbeitete Podrabinek zunächst als Helfer in einem medizinischen Notfallteam. Zu Beginn der 1970er Jahre schloss er sich der Menschenrechtsbewegung in der Sowjetunion an, im Westen bekannt wurde er durch sein 1977 abgeschlossenes Buch Die Strafmedizin (russisch: Карательная медицина), in dem er den Missbrauch der Psychiatrie zur Unterdrückung politisch Andersdenkender beschrieb. Das Buch erschien in englischer Übersetzung erstmals 1980 in den Vereinigten Staaten unter dem Titel Punitive Medicine. Im Rahmen der Moskauer Helsinki-Gruppe arbeitete Podrabinek weiter an diesem Thema, er war außerdem Autor der Samisdat-Reihe Chronik der laufenden Ereignisse (russisch Хроника текущих событий). 1978 wurde er verhaftet und wegen Verleumdung des Sowjetsystems zu fünf Jahren Verbannung in Nordostsibirien verurteilt. 1980 wurde er in der Verbannung ein zweites Mal, diesmal zu dreieinhalb Jahren Lagerhaft verurteilt, diesmal unter anderem wegen der englischen Ausgabe seines Buches und der Verbreitung von Samisdat-Literatur.  Nach der Freilassung lebte er in Kirschatsch in der Oblast Wladimir und arbeitete wieder als Helfer im medizinischen Notfallbereich.
In der Periode von Perestroika und Glasnost begann Podrabineks journalistische Karriere. Von 1987 bis 2000 war er Chefredakteur der wöchentlich publizierten Menschenrechtszeitschrift Express-Chronika (russisch Экспресс-Хроника). Als diese ihr Erscheinen einstellte, wurde er 2000 Chefredakteur der Nachrichtenagentur Prima-News (russisch Прима-News), die auf Menschenrechtsfragen spezialisiert war.
In dieser Eigenschaft geriet Podrabinek etliche Male in Konflikte mit der neuen Staatsmacht auf dem Gebiet der ehemaligen Sowjetunion. Im Dezember 2003 wurden 4000 Exemplare des von Alexander Litwinenko mitverfassten Buches Wie der FSB Russland in die Luft sprengt auf dem Weg nach Moskau beschlagnahmt, das Buch sollte von Prima-News in Russland vertrieben werden. Am 28. Januar 2004 wurde Podrabinek vom FSB ins Lefortowo-Gefängnis verbracht und zur finanziellen Lage von Prima-News vernommen. Gleichzeitig wurde ihm mitgeteilt, dass in Zusammenhang mit dem Buch wegen der Veröffentlichung von Staatsgeheimnissen ermittelt werde. Er wurde am gleichen Tag freigelassen, ohne dass eine Anklage erhoben wurde.
Im März 2006 wurde Podrabinek in Minsk verhaftet, weil er gegen die Wiederwahl des belarussischen Präsidenten Aljaksandr Lukaschenka protestiert hatte und zu einer 15-tägigen Gefängnisstrafe verurteilt.
Im Herbst 2009 tauchte er vorübergehend unter, nachdem Naschi-Aktivisten aufgrund eines Artikels über Sowjet-Veteranen täglich vor seinem Haus demonstriert hatten, und 2010 unterstützte er Putin muss gehen.

## Werke
- Punitive Medicine. Karoma Publishers, Ann Arbor 1980, ISBN 0-89720-022-5.